# Svenljunga kommun
Svenljunga kommun är en kommun i Västra Götalands län, i före detta Älvsborgs län. Centralort är Svenljunga.

## Administrativ historik
Kommunens område motsvarar socknarna Hillared, Holsljunga, Håcksvik, Kalv, Mjöbäck, Mårdaklev, Redslared, Revesjö, Roasjö, Sexdrega, Svenljunga, Ullasjö, Örsås och Östra Frölunda, alla i Kinds härad. I dessa socknar bildades vid kommunreformen 1862 landskommuner med motsvarande namn. 
Svenljunga landskommun ombildades 1946 till Svenljunga köping.
Vid kommunreformen 1952 bildades fyra storkommuner i området: Axelfors (av de tidigare kommunerna Redslared, Revesjö, Ullasjö och Örsås) , Högvad (av Holsljunga, Mjöbäck och Älvsered), Kindaholm (av Håcksvik, Kalv, Mårdaklev och Östra Frölunda) samt Lysjö (av Hillared, Ljushult, Roasjö och Sexdrega). Svenljunga köping förblev opåverkad.
Svenljunga kommun bildades vid kommunreformen 1971 av Svenljunga köping, Axelfors landskommun, Kindaholms landskommun samt delar ur Högvads landskommun (Holsljunga och Mjöbäcks församlingar) och delar ur Lysjö landskommun (Hillareds, Roasjö och Sexdrega församlingar).
Kommunen ingick från bildandet till 1996 i Sjuhäradsbygdens domsaga och från 1996 ingår kommunen i Borås domkrets.

## Geografi
Kommunen är belägen i de södra delarna av landskapet Västergötland. Den gränsar i norr till Borås kommun, i öster till Tranemo kommun och i väster till Marks kommun, alla i Västra Götalands län. I sydöst gränsar kommunen till Gislaveds kommun i Jönköpings län och i sydväst till Falkenbergs kommun i Hallands län. Från nordöst till sydväst flyter ån Ätran.

### Topografi och hydrografi
I kommunen domineras berggrunden av röda gnejser och är genomkorsad av sprickdalar, de mest utmärkande i nord-sydlig riktning. Dessa berg är täckta av näringsfattig, främst barrskogsbevuxen morän. De natursköna sjösystemen, såsom Fegen i söder och Såken i norr, tillsammans med större myrområden som Storemossen och Hästamossen, är hem åt ett rikt fågelliv.
De större dalstråken är huvudsakligen fyllda med grusiga och sandiga isälvsavlagringar, ibland formade som åsnät. I Ätrans dalgång och längs södra Stångån finns utbredda områden med finsandiga sediment, vilket också utgör kommunens största sammanhängande odlingsmark.
Nedan presenteras andelen av den totala ytan 2020 i kommunen jämfört med riket.
|  | Bebyggelse (4,2 %) |

|  | Skog (75,6 %) |

|  | Öppen myrmark (4,5 %) |

|  | Jordbruksmark (7,5 %) |

|  | Övrig mark (8,2 %) |

|  | Bebyggelse (3,1 %) |

|  | Skog (68,0 %) |

|  | Öppen myrmark (7,2 %) |

|  | Jordbruksmark (7,4 %) |

|  | Övrig mark (14,3 %) |

### Naturskydd
År 2024 fanns det fem naturreservat inom kommunen. Ett av dem är Fegenområdet som ligger i sydöstra delen av Svenljunga kommun. Sjön Fegen är känd som en av södra Sveriges mest skyddsvärda sjöar och är en av de större sjöarna i sydvästra Sverige. Klev är beläget i den södra delen av Svenljunga kommun. Detta område utgör ett trädgårds- och parkområde med vidkroniga ekar och bokar, samt en skogbevuxen bergbrant i norr. Resterna av en skansanläggning finns på berget, och västerut sträcker sig en blockig rasbrant. Klevs gästgiveri, med anor från 1650-talet, är även en del av reservatet och har förklarats som byggnadsminne för att bevaras.
Holmabergets naturreservat är en liten bergsknalle med en annan bergart än omgivningen, vilket resulterar i en mycket artrik växtlighet. Här växer lind, ek och hassel på sluttningen mot väster, medan alm och lönn dominerar den östliga branten. Liljekonvaljer är vanliga på krönet. 
Bjällermossens naturreservat ingår i myrkomplexet Hästömossen. Här finns en mångfald av kärr, sumpskog och barrblandskog, samt arter som hjortronblom, orre och gamla tallar. Tall dominerar på de skogsöar som finns på mossen, med inslag av gran och björk.
Buttorps forsar, belägna vid Ätran, är hem för en av södra Sveriges få naturliga forsar av sin storlek. Dessa strömmande och forsande vattendrag är avgörande för flera arter, inklusive öringen, och har därför skyddats av kommunen som naturreservat.

### Administrativ indelning
Fram till 2016 var kommunen för befolkningsrapportering indelad i fyra församlingar: Kindaholms församling, Mjöbäck-Holsljunga församling, Sexdrega församling (med en del i Borås kommun) och Svenljungabygdens församling.

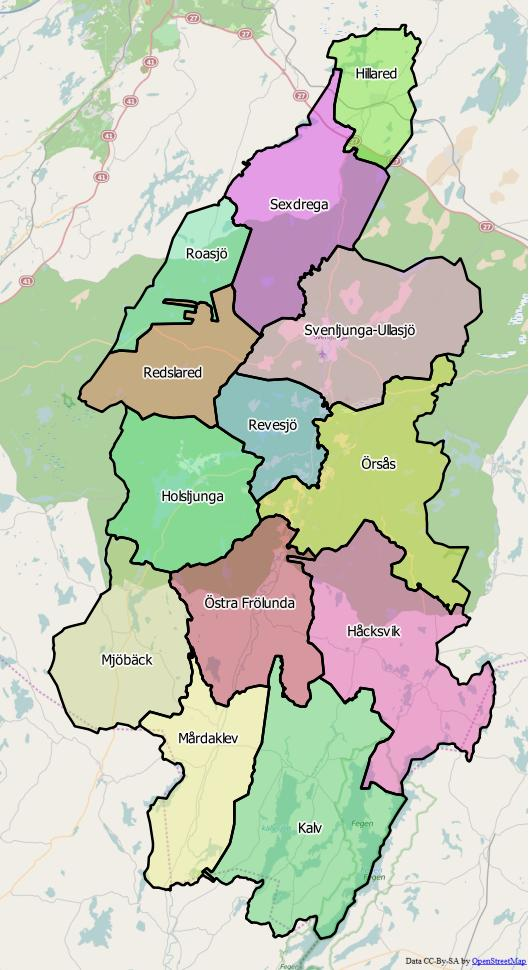
Distrikt inom Svenljunga kommun

Från 2016 indelas kommunen istället i följande distrikt:
- Hillared
- Holsljunga
- Håcksvik
- Kalv
- Mjöbäck
- Mårdaklev
- Redslared
- Revesjö
- Roasjö
- Sexdrega
- Svenljunga-Ullasjö
- Örsås
- Östra Frölunda

### Tätorter
- Hillared
- Holsljunga
- Mjöbäck
- Sexdrega
- Svenljunga
- Östra Frölunda
- Överlida

## Styre och politik

### Styre
Mandatperioden 2010–2014 styrde kommunen av Alliansen som samlade 19 av 33 mandat i kommunfullmäktige. Efter att Centerpartiet varit en del av kommunens styre i 43 år fick de lämna makten 2014 till förmån för Socialdemokraterna, Folkpartiet och  Landsbygdspartiet Oberoende. Det nya styret samlade 17 av 33 mandat i Kommunfullmäktige. Efter valet 2018 var dock Centerpartiet åter tillbaka vid makten, denna gång i koalition med Socialdemokraterna, Liberalerna, Miljöpartiet och Kristdemokraterna.
Efter valet 2022 styrdes kommunen av Moderaterna, Sverigedemokraterna, Kristdemokraterna och Landsbygdspartiet. I november 2023 kom dock Sverigedemokraterna att lämna styret, varpå övriga partiet fortsatte styra i minoritet.

### Kommunfullmäktige

#### Presidium
| Presidium 2022–2026    | Presidium 2022–2026 | Presidium 2022–2026 |
| ---------------------- | ------------------- | ------------------- |
| Ordförande             | LPo                 | Bertil Hagström     |
| Förste vice ordförande | C                   | Marcus Bylander     |
| Andre vice ordförande  | KD                  | Paulina Johansson   |

#### Mandatfördelning 1970–2022
| 13 | 15 | 4 |  | 8 |

| 40 |

| 13 | 16 | 3 |  | 8 |

| 36 |

| 13 | 16 | 3 |  | 8 |

| 34 | 7 |

|  | 12 | 14 | 4 | 2 | 8 |

| 32 | 9 |

|  | 14 | 12 | 2 | 2 | 10 |

| 33 | 8 |

|  | 13 |  | 11 | 5 |  | 9 |

| 30 | 11 |

| 14 | 3 | 11 | 5 |  | 7 |

| 33 | 8 |

| 11 |  | 7 | 10 | 4 | 2 | 6 |

| 29 | 12 |

| 14 |  | 7 | 8 | 3 |  | 5 |

| 24 | 15 |

|  | 13 | 6 | 8 | 2 | 3 | 6 |

| 24 | 15 |

|  | 14 |  | 3 | 8 | 3 | 4 | 5 |

| 25 | 14 |

| 13 |  | 11 | 3 | 2 | 7 |

| 22 | 15 |

| 11 |  | 2 | 9 | 2 |  | 7 |

| 19 | 14 |

| 10 |  | 4 | 5 | 5 | 2 |  | 5 |

| 20 | 13 |

|  | 7 |  | 5 | 5 | 7 |  |  | 5 |

| 21 | 12 |

|  | 8 |  | 7 | 4 | 3 |  | 2 | 6 |

| 22 | 11 |

### Nämnder

#### Kommunstyrelse
Kommunstyrelsen består av nio ledamöter. För att stödja sitt arbete har kommunstyrelsen ett utskott, kommunstyrelsens arbetsutskott. Kommunstyrelsens ordförande är kommunens enda kommunalråd. Dess vice ordförande är kommunens oppositionsråd.
| Presidium 2022–2026 | Presidium 2022–2026 | Presidium 2022–2026 |
| ------------------- | ------------------- | ------------------- |
| Ordförande          | M                   | Johan Björkman      |
| Vice ordförande     | S                   | Patrik Harrysson    |

#### Övriga nämnder
| Nämnder 2022–2026            | Ordförande | Ordförande          | Vice ordförande | Vice ordförande   |
| ---------------------------- | ---------- | ------------------- | --------------- | ----------------- |
| Barn- och utbildningsnämnden | LPo        | Ann Wallnedal       | S               | Torsten Lindh     |
| Samhällsbyggnadsnämnden      | KD         | Fredrik Skott       | S               | Dan Franzén       |
| Socialnämnden                | M          | Kjell Persson       | C               | Anita Kristensson |
| Interna myndighetsnämnden    | M          | Christian Due       | S               | Peo Rosander      |
| Valnämnden                   | M          | Margaretha Bjälkemo | L               | Owe Lundin        |

### Vänorter
Svenljunga kommun har två vänorter:
- Tamsalu i Estland
- Rehna i Tyskland

Sedan 2008 har Svenljunga kommun också ett vänskapsavtal med kinesiska staden Chizou.

## Ekonomi och infrastruktur

### Näringsliv
Bland företag i Svenljunga kommun märks:
- Blåkläder
- Broline Int., som nysatsar på hästuppfödning med namnkunniga hingstar
- Elmo Leather, ett garveri som tillverkar bil- och möbelläder, är det största enskilda företaget i kommunen. Tidigare med produktion även i Danmark och USA
- Samhall Gotia AB
- Scandfilter, i miljösektorn som drivs av en amerikansk koncern
- Svenljunga Slamsugning AB
- Berendsen Safety & Textilservice AB, Hillared
- Blomqvist Nordiska, Överlida, garn- och vävmönster
- ifm electronic ab, Överlida
- Mjöbäcks Entreprenad AB, Mjöbäck
- Texrep, Överlida
- Västkuststugan AB, Mjöbäck
- Ulma, tillverkar pelletsbrännare och pannor[21]

Bland tidigare företag märks:
- Alnäs Möbelfabrik, Mårdaklev
- Västgöta Textilindustri, Överlida

### Infrastruktur

#### Transporter
Norra delen av kommunen genomkorsas i väst-östlig riktning av riksväg 27, varifrån länsväg 154 tar av åt sydväst medan länsväg 156 genomkorsar kommunen i väst-östlig riktning.

## Befolkning

### Demografi

#### Befolkningsutveckling
Kommunen har 10 702 invånare (31 mars 2025), vilket placerar den på 206:e plats avseende folkmängd bland Sveriges kommuner.
| Befolkningsutvecklingen i Svenljunga kommun 1970–2020 | Befolkningsutvecklingen i Svenljunga kommun 1970–2020 | Befolkningsutvecklingen i Svenljunga kommun 1970–2020 | Befolkningsutvecklingen i Svenljunga kommun 1970–2020 | Befolkningsutvecklingen i Svenljunga kommun 1970–2020 |
| ----------------------------------------------------- | ----------------------------------------------------- | ----------------------------------------------------- | ----------------------------------------------------- | ----------------------------------------------------- |
|                                                       |                                                       |                                                       |                                                       |                                                       |
| År                                                    |                                                       |                                                       | Folkmängd                                             |                                                       |
| 1970                                                  | 1970                                                  |                                                       | 9 723                                                 |                                                       |
| 1975                                                  | 1975                                                  |                                                       | 10 165                                                |                                                       |
| 1980                                                  | 1980                                                  |                                                       | 10 989                                                |                                                       |
| 1985                                                  | 1985                                                  |                                                       | 10 888                                                |                                                       |
| 1990                                                  | 1990                                                  |                                                       | 11 190                                                |                                                       |
| 1995                                                  | 1995                                                  |                                                       | 11 181                                                |                                                       |
| 2000                                                  | 2000                                                  |                                                       | 10 609                                                |                                                       |
| 2005                                                  | 2005                                                  |                                                       | 10 430                                                |                                                       |
| 2010                                                  | 2010                                                  |                                                       | 10 288                                                |                                                       |
| 2015                                                  | 2015                                                  |                                                       | 10 506                                                |                                                       |
| 2020                                                  | 2020                                                  |                                                       | 10 751                                                |                                                       |

## Kultur

### Kulturarv
Inom kommunen finns det två byggnadsminnen beslutade från 1988 till 2010: 
- A. Hedenlund & Co vin- och spirituosahandel i Sexdrega, byggnadsminne sedan 30 april 2010.
- Klevs gästgiveri  i Mårdaklev, byggnadsminne sedan 22 februari 1988.

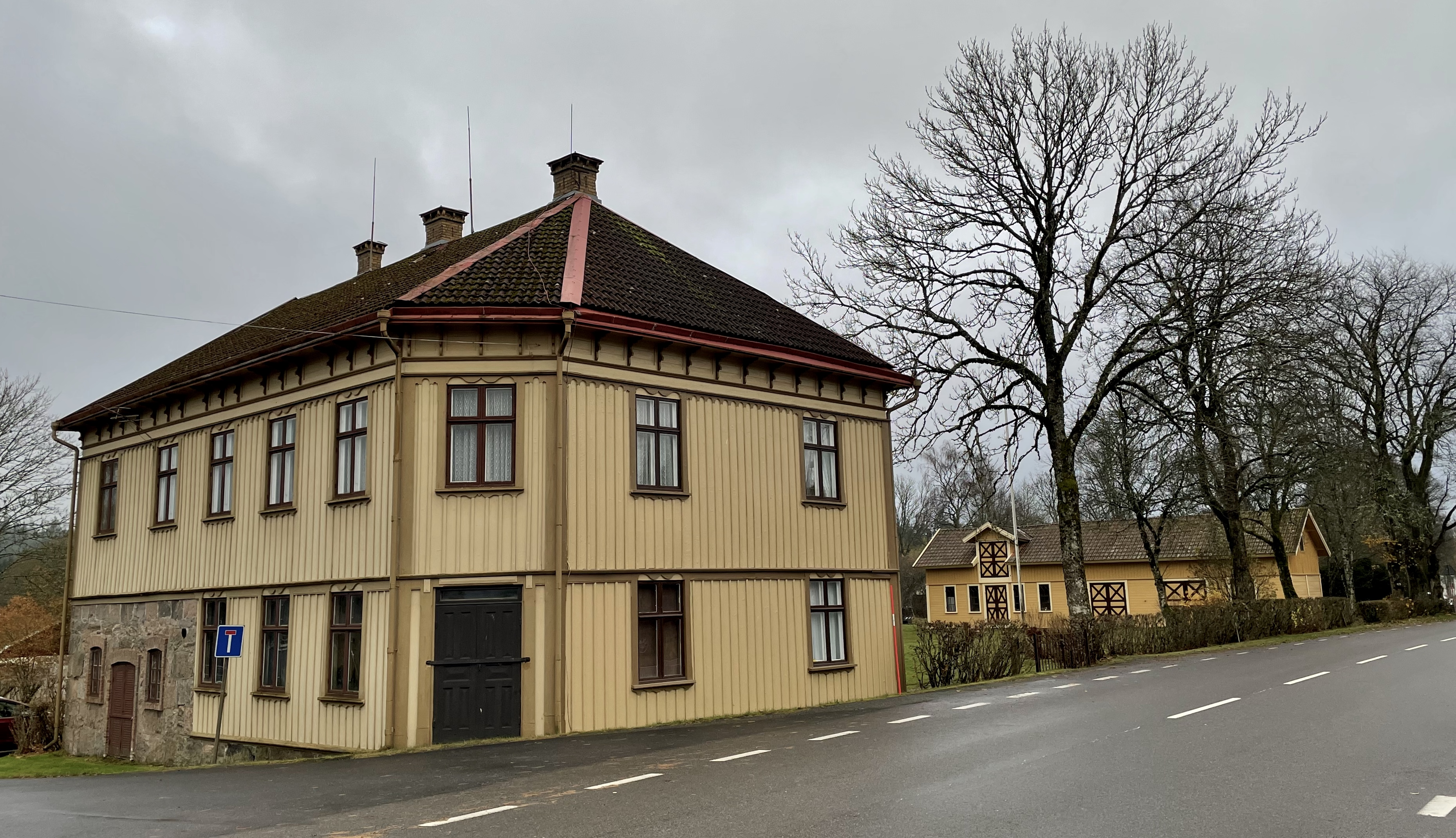
A. Hedenlund & Co vin- och spirituosahandel sedd från Svenljungavägen.
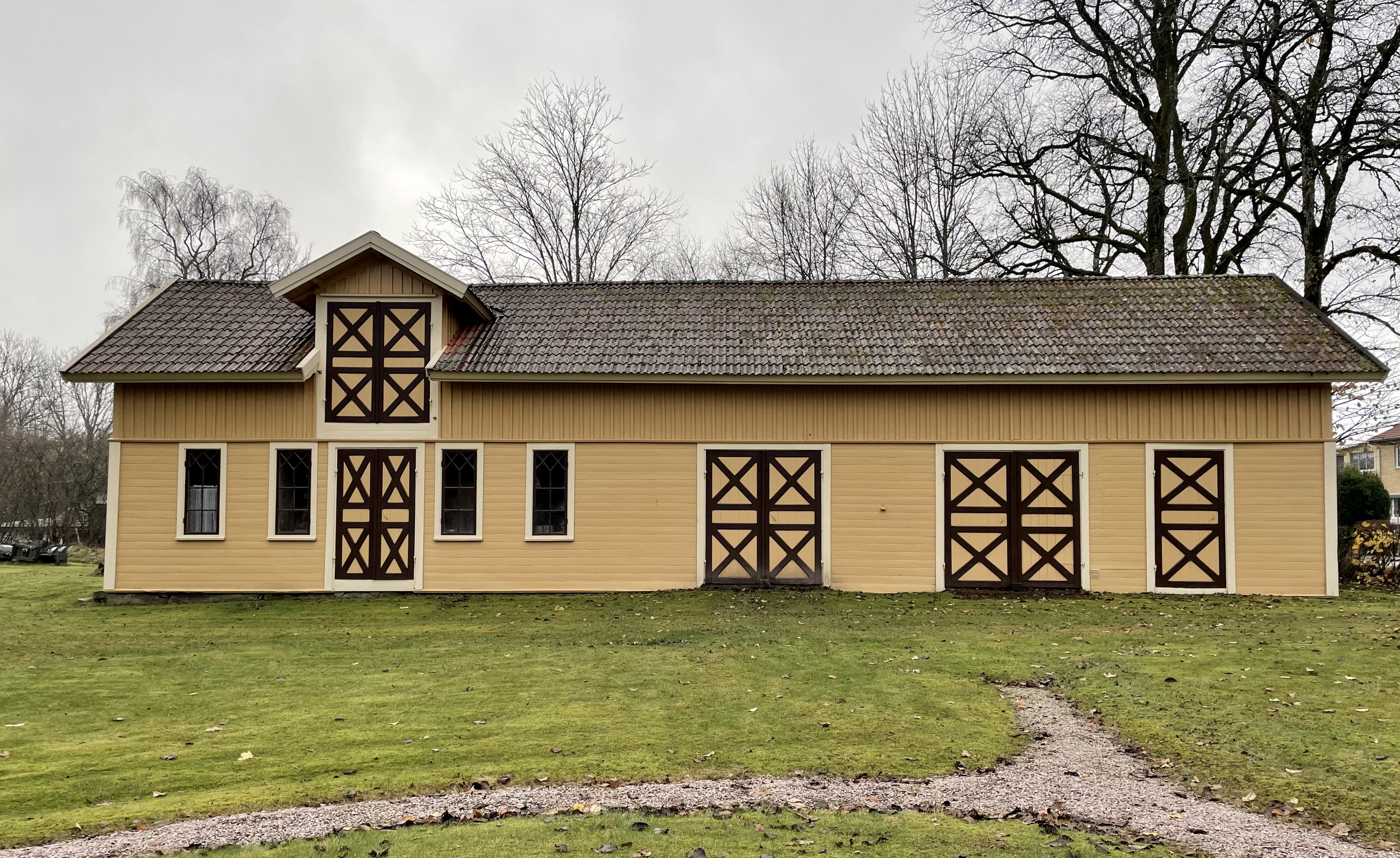
Uthuset är placerat i trädgårdens södra del mittemot Hedenlunds huvudbyggnad.
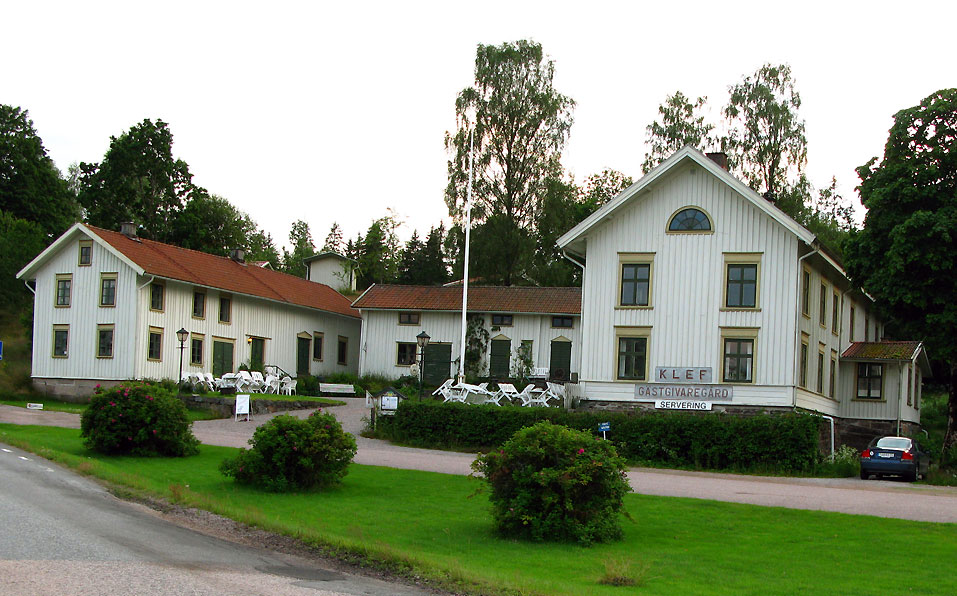
Klevs gästgivaregård.

### Kommunvapen

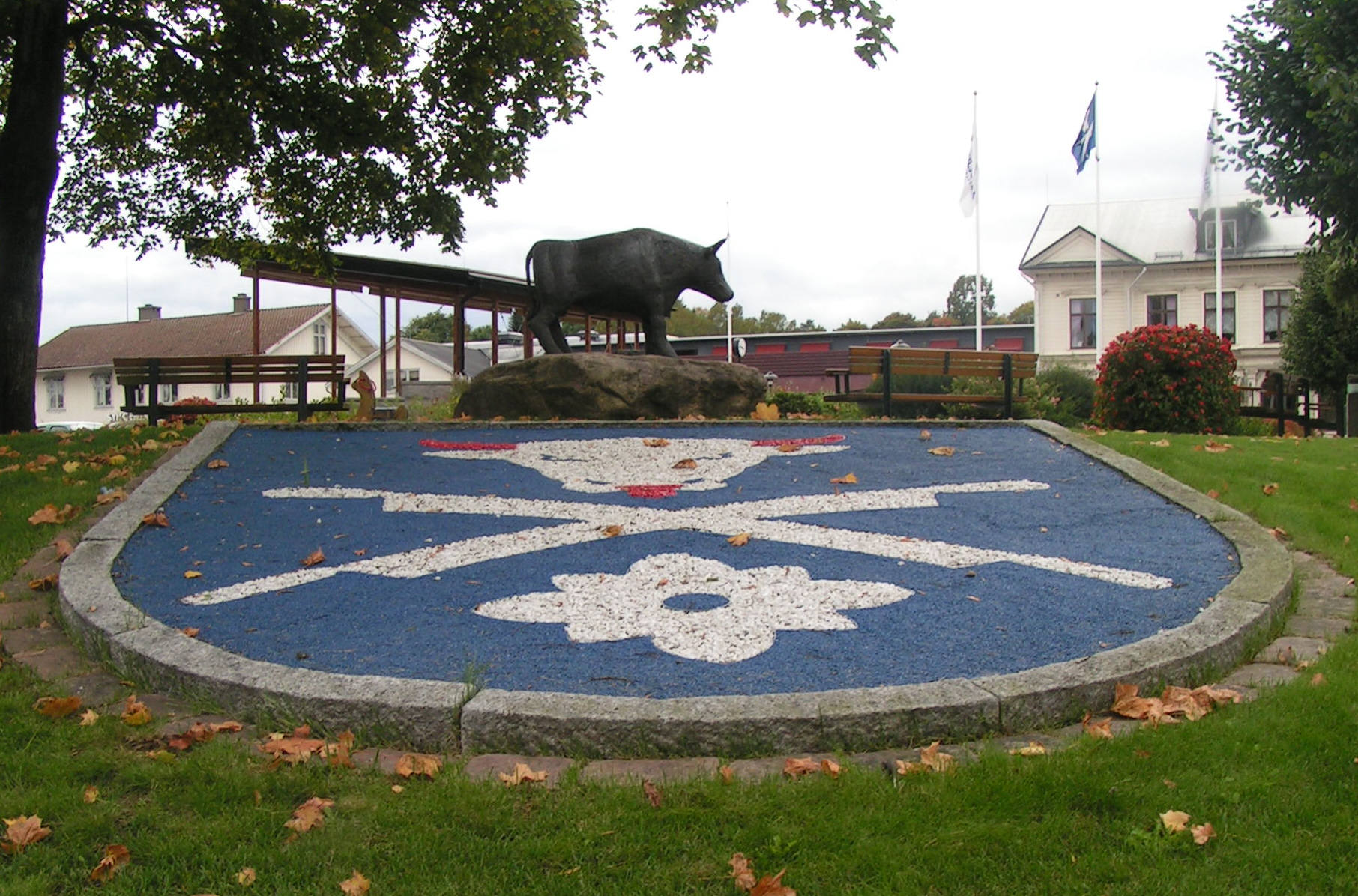
Kommunvapnet i form av en blomsterplantering.

Blasonering: I blått fält två korslagda hårknivar av silver, åtföljda ovan av ett oxhuvud av silver med röda horn och röd tunga samt nedan av en ljungblomma av silver.
Vapnet antogs för Svenljunga köping 1959 och bibehölls efter sammanläggningen 1971. Oxhuvudet i kommunvapnet syftar på boskapsskötseln och hårknivarna syftar på garverinäring. Blomman är en ljungblomma och syftar på kommunens och ortens namn.

### Sport
Motorklubben Kinds MK är verksam i kommunen.